# Heptathela xianningensis
Heptathela xianningensis YIN, TANG, ZHAO & CHEN, 2002 è un ragno appartenente al genere Heptathela della famiglia Liphistiidae.
Il nome del genere deriva dal greco ἐπτά, heptà, cioè 7, ad indicare il numero delle ghiandole delle filiere che possiedono questi ragni, e dal greco θηλή, thelè, che significa capezzolo, proprio ad indicare la forma che hanno le filiere stesse.
Il nome proprio deriva dalla prefettura di Xianning situata nella regione di Hubei, luogo di rinvenimento, e dal suffisso latino -ensis, che significa: presente, che è proprio lì.

## Caratteristiche
Ragno primitivo appartenente al sottordine Mesothelae: non possiede ghiandole velenifere, ma i suoi cheliceri possono infliggere morsi piuttosto dolorosi

## Distribuzione
L'olotipo e i paratipi sono stati rinvenuti nella prefettura cinese di Xianning, nella regione centrale di Hubei.